# Абисов, Сергей Вадимович
Серге́й Вади́мович Аби́сов (род. 27 ноября 1967, Симферополь, УССР, СССР) — советский, украинский и российский деятель органов внутренних дел, юрист. Министр внутренних дел по Республике Крым с 6 мая 2014 по 4 июня 2018. Генерал-майор полиции.

## Биография
Родился 27 ноября 1967 в городе Симферополе Украинской ССР.
С апреля 1986 по июнь 1988 проходил срочную службу в рядах Вооружённых сил СССР.
В органах внутренних дел с сентября 1988, службу начал в должности милиционера отдельного батальона вневедомственной милиции Управление вневедомственной охраны при Управлении внутренних дел Крымского облисполкома.
В 1999 окончил Одесский институт внутренних дел МВД Украины.
С мая 1993 — оперуполномоченный отдела по борьбе с групповыми и организованными преступными проявлениями Управления уголовного розыска Министерства внутренних дел Крыма.
С июля 1996 — старший оперуполномоченный по особо важным делам отдела по организации борьбы с групповыми преступными проявлениями и незаконным оборотом оружия Управления уголовного розыска Главного управления МВД Украины в Крыму.
С февраля 1998 — старший оперуполномоченный по особо важным делам отделения по борьбе с незаконным оборотом оружия, боеприпасов и взрывоопасных веществ отдела раскрытия преступлений, совершённых с использованием огнестрельного оружия и взрывчатки, Управления уголовного розыска Главного управления МВД Украины в Крыму.
С сентября 1998 — заместитель начальника отдела — начальник отделения раскрытия преступлений, связанных с использованием оружия и взрывчатых веществ, отдела раскрытия преступлений, связанных с использованием огнестрельного оружия и взрывчатки, и борьбы с групповыми преступными проявлениями управления уголовного розыска Главного управления МВД Украины в Крыму.
С августа 2005 — на руководящих должностях Симферопольского городского управления милиции ГУМВД Украины в Автономной Республике Крым.
В ходе российской аннексии Крыма 1 марта 2014 года был назначен начальником ГУ МВД Украины в Крыму, которое в тот же день было переподчинено крымским властям.
10 марта был уволен из органов МВД Украины с формулировкой «за измену родине».
26 марта 2014 назначен временно исполняющим обязанности Министра внутренних дел по Республике Крым.
Указом Президента России от 6 мая 2014 назначен на должность министра внутренних дел по Республике Крым.
4 июня 2018 освобождён от должности главы МВД по Крыму в связи с коррупционным скандалом.

## Санкции, уголовное преследование
Из МВД Украины уволен с формулировкой «за измену Родине», также власти Украины объявили Абисова в розыск. Он подозревается в совершении преступлений, предусмотренных частью 1 статьи 109 Уголовного кодекса Украины («действия, направленные на насильственное изменение либо свержение конституционного строя или на захват государственной власти»).
Абисов входит в список лиц, на которых распространяются санкции США, а также в санкционные списки Европейского союза, Великобритании, Украины, Канады, Австралии, Швейцарии, Лихтенштейна и Норвегии.

## Доходы
Согласно декларации о доходах, опубликованных МВД России, за 2014 Абисов заработал почти 1,6 миллиона рублей. В его собственности числятся доли в двух квартирах и легковой автомобиль Škoda Fabia.

## Награды
- Орден Республики Крым «За верность долгу» (13 марта 2015) — за мужество, патриотизм, активную общественно-политическую деятельность, личный вклад в укрепление единства, развитие и процветание Республики Крым и в связи с Днём воссоединения Крыма с Россией[15].
- Государственные и ведомственные награды Украины.